# Зархок
Зархок (тадж. Зархок) — кишлак (сільське поселення) в Ісфаринському районі Согдійської області Республіки Таджикистан.

## Географія
Розташоване в передгір'ях Туркестанського хребта, в західній частині Ферганської долини на річці Ісфара.
Висота над рівнем моря — 587 метрів.

## Історія
Як свідчать письмові джерела і етнографічні відомості, внаслідок міграційного процесу поселення було утворено матчинцями та фальгарцями.

## Населення
Станом на 2018 рік кількість населення складає 1208 осіб.

## Відомі люди

### Уродженці
- Камбаралі Раупов — радянський військовик, учасник афганської війни. Посмертно нагороджений орденом Червоної зірки[4]